# Jacek Mickiewicz
Jacek Mickiewicz (Dzierżoniów, 17 april 1970) is een voormalig wielrenner uit Polen. Hij was actief als beroepsrenner van 1995 tot 2004. Mickiewicz vertegenwoordigde zijn vaderland bij de Olympische Spelen van 1992 in Barcelona, waar hij als 22ste eindigde in de individuele wegwedstrijd.

## Erelijst
1991
- 1e etappe Závod Míru, Hradec Kralove

1992
- 1e etappe deel b Milk Race
- 22e Olympische Spelen, wegwedstrijd

1993
- 11e etappe Milk Race

1994
- Pools kampioen op de weg (amateurs)
- 5e etappe Ronde van Polen

1995
- 1e etappe deel a Bayern Rundfahrt

1996
- 7e etappe Koers van de Olympische Solidariteit
- 2e etappe Po Ziem Tour
- 4e etappe deel b Závod Míru
- Tussensprintklassement Ronde van Polen

1997
- 2e etappe Koers van de Olympische Solidariteit
- 8e etappe Koers van de Olympische Solidariteit
- 10e etappe Koers van de Olympische Solidariteit
- Proloog Závod Míru
- 1e etappe Závod Míru
- 5e etappe Závod Míru
- 4e etappe Ronde van Denemarken
- Tussensprintklassement Ronde van Polen

1998
- 2e etappe GP Mosqueteiros-Rota do Marquês
- 5e etappe Ronde van de Vaucluse
- Tussensprintklassement Ronde van Polen

2000
- GP Weltour
- 3e etappe Kalisz-Konin
- Eindklassement Kalisz-Konin
- 1e etappe Ronde van Japan
- 2e etappe Baltyk-Karkonosze-Tour
- 5e etappe deel B Baltyk-Karkonosze-Tour
- 6e etappe Baltyk-Karkonosze-Tour
- Memorial Henryka Lasaka

2001
- 5e etappe Baltyk-Karkonosze-Tour
- 1e etappe Inter. Course 4 Asy Fiata Autopoland

2002
- 1e etappe Szlakiem Grodow Piastowskich
- 3e etappe Szlakiem Grodow Piastowskich
- 7e etappe Závod Míru
- GP Ostrowca Swietokrzyskiego
- 2e etappe Course de la Solidarité Olympique
- 4e etappe Course de la Solidarité Olympique
- 1e etappe Ronde van Mazovië
- 5e etappe Ronde van Mazovië
- Eindklassement Ronde van Mazovië